# Aulo Platório Nepos
Aulo Platório Nepos (em latim: Aulus Platorius Nepos) foi um senador romano nomeado cônsul sufecto para o nundínio de março a abril de 119 com o imperador Adriano. É incerto onde Nepos nasceu e foi criado, mas como ele é explicitamente descrito como sendo amigo do imperador Adriano antes de sua ascensão, o historiador Anthony Birley afirma que "não é improvável" que ele também seja do sul da Hispânia. Ele acrescenta ainda que o nome "Platório" é atestado em outras instâncias na Hispânia Bética, a província natal do imperador.

## Carreira
O próprio Birley nota que a carreira de Nepos é pouco usual por dois motivos. Nas palavras dele, "em primeiro lugar, é o único exemplo registrado antes da época de Alexandre Severo de um indivíduo que começou sua carreira no posto menos prestigioso do vigintivirato, dos «triumvir capitales», a receber mais tarde o apoio do imperador em sua candidatura para um posto mais alto [...] Em segundo lugar, esta é uma das três ocorrências conhecidas (as outras são as de Lúcio Flávio Silva, cônsul em 81, e Caio Bruto Presente, cônsul em 139) de indivíduos seguindo para o consulado depois de uma única nomeação pretoriana sênior".
Nos últimos anos do século I, Nepos serviu como tribuno da Legio XXII Primigenia, estacionada em Mogoncíaco, sob o comando do governador da Germânia Superior; este, por sua vez, chamou a atenção do imperador Trajano, que o apoiou diretamente em suas candidaturas para cargos senatoriais. Nepos possivelmente tornou-se pretor em 111 e depois foi superintendente de três estradas na Etrúria entre 112 e 113 antes assumir o posto de legado da I Adiutrix durante a campanha parta de Trajano. Quando Adriano assumiu o trono (em julho de 117), Nepos foi nomeado governador da Trácia. Na primavera de 119, Nepos foi cônsul sufecto e, logo depois, foi nomeado governador da Germânia Inferior, recepcionando o próprio Adriano em sua visita de 121. Nepos seguiu com o imperador para a Britânia no ano seguinte e assumiu o governo da província durante o crítico período da construção da Muralha de Adriano. É provável que Nepos tenha levado a VI Victrix do continente consigo para a ilha para ajudar na construção e, talvez, para substituir a IX Hispana, que havia deixado o posto em 108. Seu mandato como governador da Britânia pôde ser datado com segurança por causa de dois diplomas militares, um de 17 de julho de 122 e o outro, de 15 de setembro de 124.
Depois de seu mandato na Britânia, Nepos não concorreu mais a nenhum posto. Tijolos estampados com seu nome datados de 134 revelam que ele era proprietário de uma olaria perto de Roma. Em algum momento de sua carreira, Nepos foi admitido no colégio de áugures, um dos mais prestigiosos da capital romana. A "História Augusta" relata dois episódios nos quais o imperador revela sua irritação com seu antigo amigo, o que Birley explica reforçando que esta obra é considerada uma fonte pouco confiável. Ele sugere ainda que Aulo Platório Nepos Calpurniano, superintendente das margens do Tibre em 161, teria sido seu filho.